# Robin Wall Kimmerer
Robin Wall Kimmerer (née le 13 septembre 1953) est une botaniste Potéouatami, auteure et directrice du Centre pour les peuples autochtones et l'environnement du Collège des sciences de l'environnement et des forêts de l'Université d'État de New York (en).
En tant que scientifique et autochtone, elle s'inspire dans son travail à la fois de la science occidentale et des connaissance écologique traditionnelle (en).
Kimmerer a écrit de nombreux articles scientifiques et les livres Gathering Moss: A Natural and Cultural History of Mosses (2003) et Braiding Sweetgrass: Indigenous Wisdom, Scientific Knowledge, and the Teachings of Plants (2013). Elle a raconté une version de livre audio publiée en 2016. Braiding Sweetgrass a été réédité en 2020 avec une nouvelle introduction.

## Jeunesse et éducation
Robin Wall Kimmerer nait en 1953 dans le nord de l'État de New York de Robert et Patricia Wall. Son temps passé à l’extérieur lui inspire une profonde appréciation de l’environnement naturel. Son enthousiasme pour l'environnement est encouragé par ses parents, qui ont commencé à renouer avec leur propre héritage Potéouatami alors qu'ils vivaient dans le nord de l'État de New York. Kimmerer est un citoyen inscrit de la nation citoyenne Potéouatami (en).
Kimmerer reste près de chez elle pour l'université, fréquente le Collège des sciences de l'environnement et des forêts de l'Université d'État de New York (en) et a obtient un Bachelor of Science en botanique en 1975. Elle passe deux ans à travailler pour Bausch & Lomb en tant que microbiologiste. Kimmerer déménage ensuite dans le Wisconsin pour fréquenter l'université du Wisconsin à Madison, où elle obtient son master en botanique en 1979, suivi de son doctorat en écologie végétale en 1983. C'est en se formant à l'écologie forestière dans le cadre de son programme d'études qu'elle pratique pour la première fois l'étude des mousses, qui est devenue l'axe scientifique de sa carrière.

## Carrière

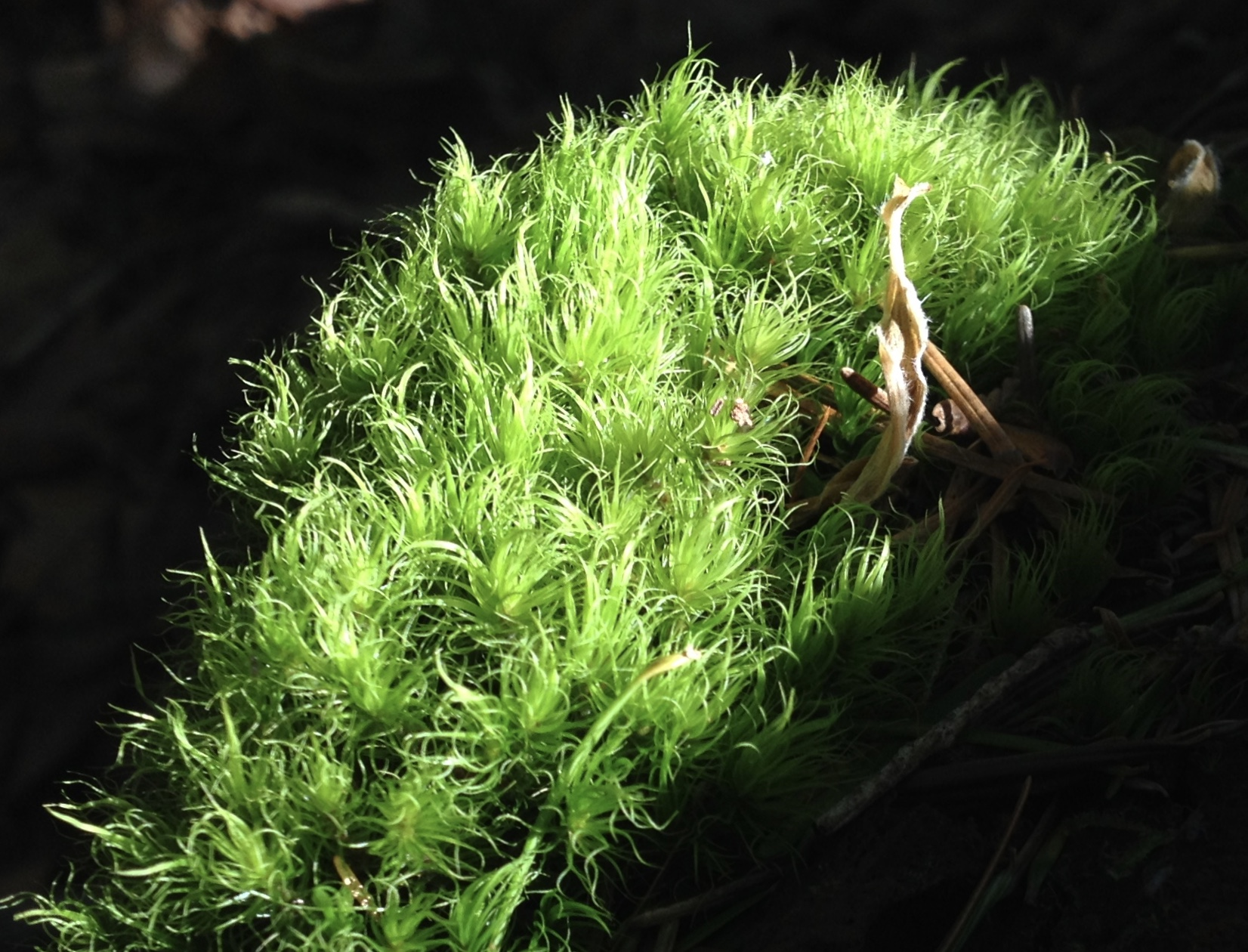
Mousse de forêt tropicale.

Du Wisconsin, Kimmerer déménage ensuite au Kentucky, où elle enseigne brièvement à l'université Transylvania à Lexington, avant de déménager à Danville, dans le Kentucky, où elle enseigne la biologie, la botanique et l'écologie au Centre College (en). Kimmerer est titularisé au Center College. En 1993, Kimmerer rentre dans le nord de l'État de New York et dans son alma mater, où elle enseigne actuellement.
Kimmerer enseigne au département de biologie environnementale et forestière de l'ESF (en). Elle enseigne des cours sur la terre et la culture, les connaissances écologiques traditionnelles, l'ethnobotanique, l'écologie des mousses, l'écologie des perturbations et la botanique générale. Elle est directrice du Centre pour les peuples autochtones et l'environnement récemment créé à l'ESF (en), qui s'inscrit dans le cadre de son travail visant à proposer des programmes permettant aux étudiants autochtones d'accéder plus facilement aux études en sciences de l'environnement et permettant à la science de bénéficier de la sagesse des peuples autochtones. philosophie pour atteindre l’objectif commun de durabilité.

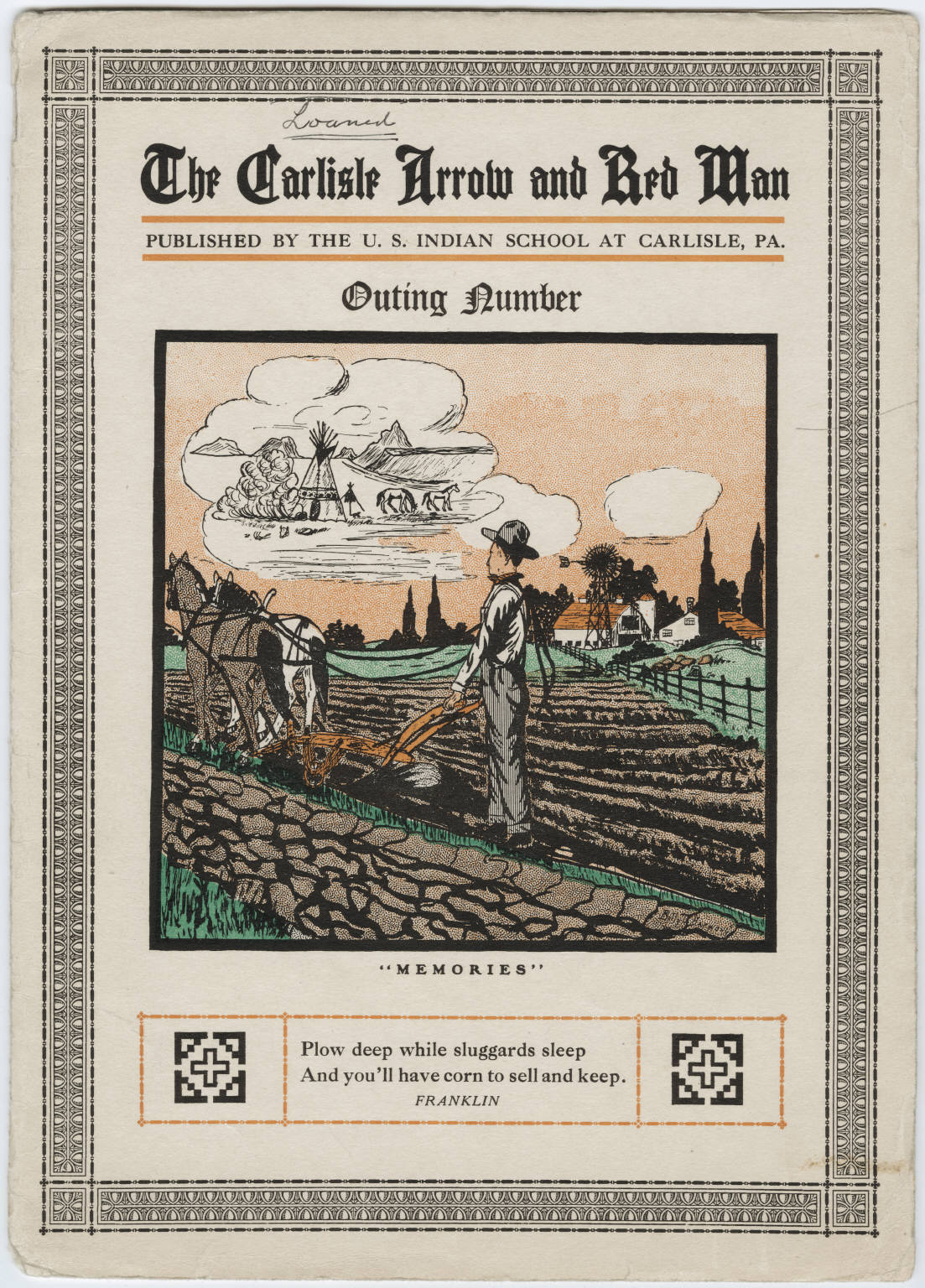
Le grand-père de Kimmerer a fréquenté l'École industrielle indienne de Carlisle.

Kimmerer est un partisan de l'approche des Traditional Ecological Knowledge (en) (TEK), que Kimmerer décrit comme une « manière de connaître ». TEK est une approche scientifique empirique basée sur l’observation à long terme. L’approche implique également des considérations culturelles et spirituelles, souvent marginalisées par la communauté scientifique occidentale.
Les efforts de Kimmerer sont motivés en partie par son histoire familiale. Son grand-père maternel, également citoyen Potéouatami, a reçu une éducation assimilationniste à l'École industrielle indienne de Carlisle à Carlisle, en Pennsylvanie. L'école a été l'un des premiers internats amérindiens à avoir pour objectif de « civiliser » les enfants autochtones, en interdisant aux résidents de parler leur langue et en effaçant effectivement leur culture autochtone. Conscient de l'importance de conserver la langue potawatomi, Kimmerer a suivi des cours de langue potawatomi pour apprendre à la parler, car « quand une langue meurt, bien plus que des mots sont perdus »,.
Son travail actuel couvre les connaissances écologiques traditionnelles, l’écologie des mousses, la sensibilisation des communautés autochtones et l’écriture créative.

## Service professionnel
Kimmerer a aidé à parrainer le projet de mentorat de premier cycle en biologie environnementale (UMEB), qui associe des étudiants de couleur à des membres du corps professoral des sciences enviro-bio pendant qu'ils travaillent ensemble à la recherche en biologie environnementale. Kimmerer fait également partie du programme de chercheurs multiculturels de l'enseignement supérieur du ministère de l'Agriculture des États-Unis. Le programme offre aux étudiants des expériences du monde réel qui impliquent la résolution de problèmes complexes. Kimmerer est également impliqué dans l'American Indian Science and Engineering Society (en) (AISES) et travaille avec l'école de la nation Onondaga dans des activités de sensibilisation communautaire. Kimmerer utilise également collectivement les connaissances traditionnelles et la science pour la restauration écologique dans la recherche. Elle a siégé au conseil consultatif du programme Strategies for Ecology Education, Development and Sustainability (SEEDS), un programme visant à augmenter le nombre d'écologistes minoritaires. Kimmerer est également l'ancien président de la section des connaissances écologiques traditionnelles de la Société américaine d'écologie.
En avril 2015, Kimmerer a été invité à participer en tant que panéliste à une réunion plénière des Nations unies pour discuter de la façon dont l'harmonie avec la nature peut aider à conserver et à utiliser de manière durable les ressources naturelles, intitulée « Harmonie avec la nature : vers la réalisation des objectifs de développement durable, y compris la lutte contre le changement climatique en le programme de développement pour l'après-2015 »,.

## Distinctions et récompenses
Kimmerer a reçu la médaille John-Burroughs pour son livre, Gathering Moss: A Natural and Cultural History of Mosses. Son premier livre incorporait son expérience en tant qu'écologiste végétale et sa compréhension des connaissances traditionnelles sur la nature. Son deuxième livre, Braiding Sweetgrass: Indigenous Wisdom, Scientific Knowledge, and the Teachings of Plants, a reçu le Sigurd F. Olson Nature Writing Award 2014. Braiding Sweetgrass concerne l'interdépendance des personnes et du monde naturel, principalement le monde végétal. Elle a remporté un deuxième prix Burroughs pour un essai, Council of the Pecans, paru dans le magazine Orion en 2013. Dix ans après sa publication, plus de deux millions d'exemplaires avaient été vendus dans le monde. Kimmerer a reçu un Master of Philosophy honoraire. diplôme en écologie humaine du College of the Atlantic (en) le 6 juin 2020.
En 2022, Kimmerer a reçu une bourse MacArthur.

## Livres
- (en) Gathering Moss: A Natural and Cultural History of Mosses, Oregon State University Press, 2003 (ISBN 0-87071-499-6)
- (en) Braiding Sweetgrass: Indigenous Wisdom, Scientific Knowledge, and the Teachings of Plants, Milkweed Editions, 2013 (ISBN 9781571313355)

## Lectures complémentaires
- (en) Renée K. Gadoua, « Mother earthling: ESF educator Robin Kimmerer links an indigenous worldview to nature », Syracuse New Times,‎ 19 octobre 2016 (lire en ligne)
- (en) Mary Annette Pember, « Another Frame of Mind », Diverse: Issues in Higher Education,‎ 22 février 2007 (lire en ligne)
- (en) Joshua Tompkins, « Moss hunters roll away nature's carpet, and some ecologists worry », The New York Times,‎ 30 novembre 2004 (lire en ligne)
- (en) Robin Wall Kimmerer, « Serviceberry », Emergence Magazine,‎ octobre 2022 (lire en ligne)